# Hilarion Capucci
Hilarion Capucci, B.A. (Alepo, Síria, 2 de março de 1922 – Roma, 1 de janeiro de 2017) foi um arcebispo aposentado da Igreja Greco-Católica Melquita e ativista pela paz.
Foi ordenado sacerdote da Ordem de São Basílio dos melquitas de Alepo, em 20 de julho de 1947. Em 30 de julho de 1965 foi nomeado arcebispo, sendo consagrado meses depois. Entre 1965 e 1974, foi Visitador Apostólico para os greco-melquitas da Europa Ocidental e Vigário apostólico do Patriarcado de Jerusalém. Durante o tempo em que exerceu o cargo foi um tenaz opositor do governo de Israel, alinhando-se aos palestinos.
Em 1974 foi acusado de contrabandear armas para o Exército de Libertação da Palestina e condenado por um tribunal israelense a 12 anos de prisão. Capucci foi um dos presos cuja liberação foi exigida pelos sequestradores palestinos do voo 139 da Air France, em 1976. Foi posto em liberdade un ano depois, por intervenção do Vaticano. Os governos do Iraque, Líbia, Sudão e Síria homenagearam Capucci com selos postais.A partir de então foi bispo de Cesareia no exílio, até sua aposentadoria, em 1999.
Opositor da guerra do Iraque, Capucci escreveu o prólogo para o livro Neo-Conned!: Just War Principles: A Condemnation of War in Iraq.
Nos últimos anos, seu ministério estendeu-se particularmente aos palestinos da diáspora na Europa, mas continuou a atuar em favor do povo palestino da Terra Santa.
Em 2009, Capucci viajou para Gaza, em um barco libanês. O barco foi capturado pelas forças israelenses quando tentava furar o bloqueio naval israelense.

## Participante da flotilha de Gaza
Em 2010, viajou em um dos barcos que levavam ajuda humanitária a Gaza e que foram atacados pelas forças israelenses. Antes, já a bordo, havia concedido uma entrevista a Al Jazeera.